# Reanda

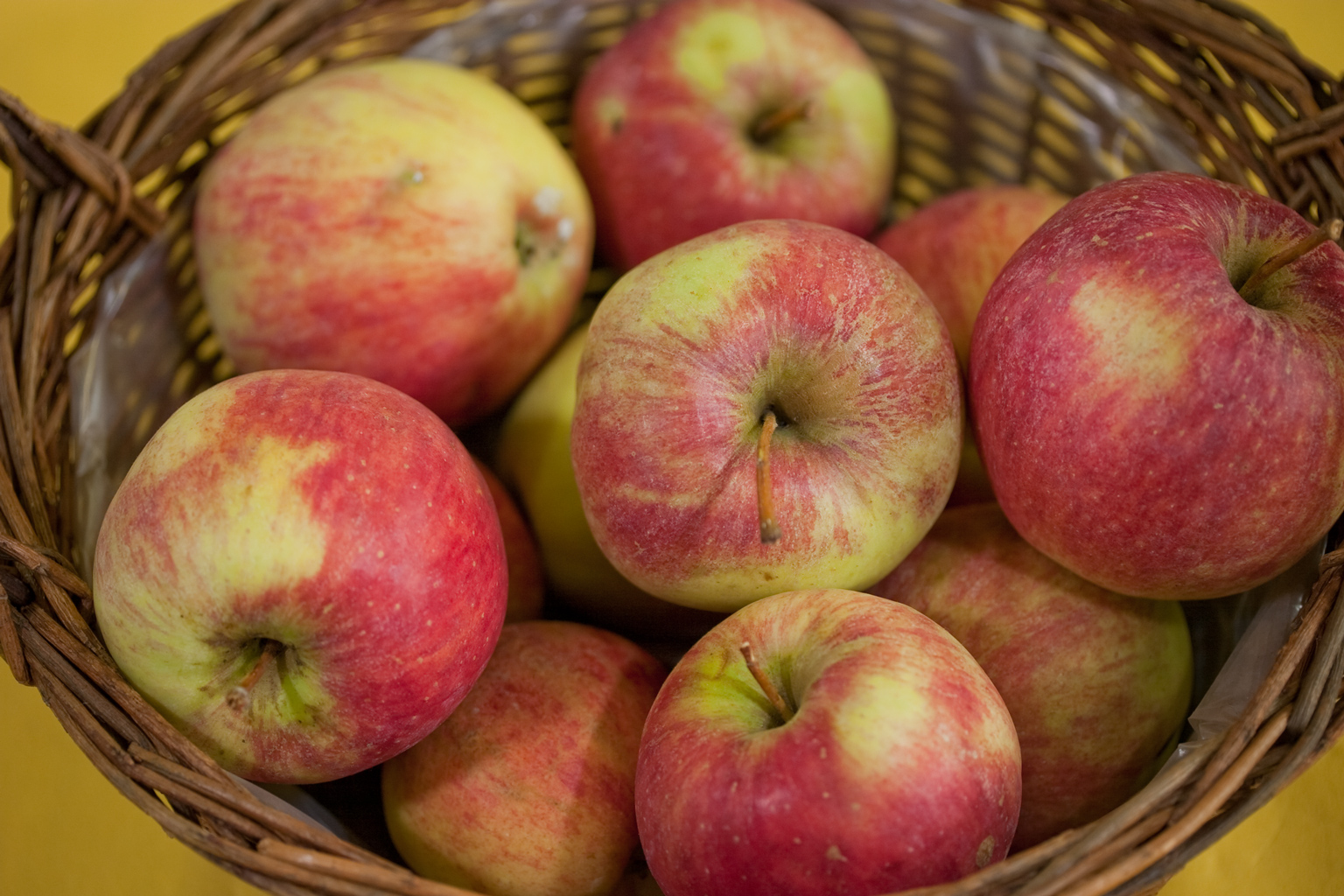
Pommes Reanda

Reanda est le nom d'un cultivar de pommier domestique.
Nom botanique: Malus domestica Borkh reanda

## Description
- Épicarpe: jaunâtre-rouge à rouge
- Chair: ferme, juteuse, acidulée et aromatique
- Calibre: moyen

## Origine
1994, Institut Dresden-Pillnitz, Allemagne

## Parenté
La pomme Reanda résulte du croisement Clivia × 13X44,14S.

## Pollinisation
Variété diploïde.

Pollinisée par: Reglindis, Remo, Relinda, Rewena, James Grieve, Idared, Piros, Pilot, Pinova, Golden Delicious.

## Maladies
La variété Reanda est multirésistante.

- Tavelure: résistante
- Mildiou: résistante
- Feu bactérien: résistante

## Culture
La multirésistance du cultivar aux maladies permet de réduire fortement les traitements aux fongicides.

La multirésistance aux maladies en fait une variété de choix pour les petits jardins familiaux où les traitements ne sont pas systématiques.

Accepte très bien le mode de culture moderne en basse-tige étroit au départ d'un buisson fléché.

- Maturité: mi-septembre.
- Porte-greffe: l'utilisation du M7 permet d'avoir un arbre complet résistant au feu bactérien.